# Sing This All Together (See What Happens)
«Sing This All Together (See What Happens)» (рус. Споём все вместе (посмотрим что произойдёт)) — самая длинная песня на альбоме Their Satanic Majesties Request группы The Rolling Stones 1967 года, завершающая первую сторону пластинки.
Это своеобразная реприза первой песни альбома — «Sing This All Together». Песня заканчивается кодой, озаглавленной «Cosmic Christmas» (таким же было рабочее название всего альбома).
Песня, представляющая психоделический набор шумов и стонов Мика Джаггера, была встречена смешанными рецензиями. Многим слушателям она показалась вычурной, бессвязной, и лишённой смысла. Другие находили её соответствующей духу и музыкальным тенденциям времени. Наряду c «Gomper», попавшей на вторую сторону пластинки, «Sing This All Together (See What Happens)» была длинной композицией, придуманной и записанной в качестве импровизации. Ричи Унтерберг (AllMusic) назвал её «бесконечным психоделическим джемом» и одной из самых слабых на альбоме.
Авторами песни числятся Мик Джаггер и Кит Ричардс. В её записи приняли участие Джон Леннон и Пол Маккартни, исполнившие партии бэк-вокала, а также Ники Хопкинс (фортепиано) и, возможно, Ник Де Каро.